# Староаксёновская
Староаксёновская — деревня в Верхнетоемском муниципальном округе Архангельской области России.

## География
Деревня находится в юго-восточной части Архангельской области, в подзоне средней тайги, в пределах северной окраины Восточно-Европейской равнины, на расстоянии примерно 2 километра (по прямой) к северо-востоку от села Верхняя Тойма, административного центра округа.

### Часовой пояс
Староаксёновская, как и вся Архангельская область, находится в часовой зоне МСК (московское время). Смещение применяемого времени относительно UTC составляет +3:00.

## Население
| 2002 | 2010 | 2012 |
| ---- | ---- | ---- |
| 12   | ↘9   | ↗14  |

### Национальный состав
Согласно результатам переписи 2002 года, в национальной структуре населения русские составляли 87 % населения.